# Batalha do Rio de Janeiro (1558)
A Batalha do Rio de Janeiro foi uma batalha em 1558 na cidade francesa no Rio de Janeiro, chamado de Henriville. Os portugueses, embora, em números muito menores, conseguiram derrotar os franceses e fazê-los fugir para a selva. A cidade francesa foi, então, queimada por Mem de Sá, o governador português.

## Antecedentes
Anos antes, Villegagnon e seu amigo e camarada, almirante Coligny, conseguiram construir um forte no território do atual Rio de Janeiro que eles chamaram de Forte Coligny. Deram o nome de Henriville para a cidade, os franceses cresceram em tamanho e poder e se tornaram uma séria ameaça para o estabelecimento dos portuguesas no Brasil.